# FIFA World Player of the Year 2008

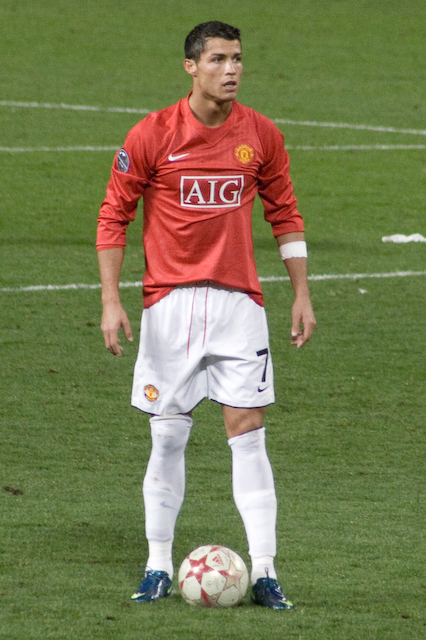
Cristiano Ronaldo, vincitore del FIFA World Player 2008

L’edizione 2008 del FIFA World Player, 18ª edizione del premio calcistico istituito dalla FIFA, fu vinta dal portoghese Cristiano Ronaldo (Manchester United) e, per la terza volta consecutiva, dalla brasiliana Marta (Umeå).
A votare per la graduatoria maschile furono 310 giurati, di cui 155 commissari tecnici e altrettanti capitani, mentre per quella femminile furono 278, di cui 139 commissari tecnici e altrettanti capitani.